# LaToya Ruby Frazier
LaToya Ruby Frazier (Braddock, 1982) és una artista i professora de fotografia nord-americana. Criada a la seva ciutat natal, va començar fotografiant a la seva família i amics als 16 anys influenciada per grans mestres de la fotografia social i documental com Walker Evans i Dorothea Lange, una fotògrafa que treballa a partir de la comunitat, la qual pren part activament amb el projecte gràcies a una col·laboració clau entre fotògraf i fotografiats. També sota la influència de Gordon Parks, fotògraf afroamericà que promovia l'ús de la càmera com a eina per la defensa de la justícia social, Frazier visibiliza l'impacte de problemes sistèmics com el racisme, la desindustrialització i la deterioració ambiental en els cossos, les relacions i l'espai.
En una entrevista al New York Times Frazier afirma que "es necessiten històries que se sostinguin al llarg del temps, que reflecteixin i ens diguin on són i on es mantenen els prejudicis i els punts cecs en la nostra societat i la nostra cultura... És un problema racial i de classe que ens afecta a tots. No és un problema dels negres, és un problema dels Estats Units, és un problema global. Braddock (Pennsylvania) pot ser qualsevol lloc." Frazier ha estudiat art en diferents institucions, com la Universitat de Pennsylvania, la Universitat de Siracusa, el Programa d'Estudi Independent del Museu Whitney i va ser membre del grup d'Arts visuals Guna S. Mundheim a l'Acadèmia Americana de Berlín.

## Carrera
Gràcies al suport de la seva àvia, Frazier pinta i dibuixa des de molt jove. Va entrar a la universitat amb 17 anys per estudiar fotografia amb la seva mentora Kathe Kowalski que la va introduir en la teoria feminista, la semiòtica i els usos polítics de la fotografia. Frazier es va graduar en Fotografia i Disseny Gràfic l'any 2004 per la Edinboro Universitat de Pennsylvania i l'any 2007 va obtenir el títol Master en Fotografia per l'Escola d'Arts Visuals performàtiques de la Universitat de Siracusa. Després de participar en el Programa d'Estudi Independent del Museu Whitney d'Art Americà va començar a treballar com a docent a la Universitat Yale.
Des de 2009 va formar part d'exhibicions en institucions prestigioses com el New Museum (The Generational Triennial: Younger than Jesus), el MoMA PS1 (Greater New York: 2010), la Biennal de Dones d'Art a Incheon (Terra Incognita) i la Biennal del Whitney el 2012. La seva exhibició individual al museu de Brooklin va obrir el 2013.
El 2014, la revista Aperture va publicar el seu primer llibre The Notion of Family que va rebre l'Infinity Award del Centre Internacional de Fotografia.

## Premis
Frazier va rebre diversos premis, entre ells l'Art Matters el 2010, el Louis Comfort Tiffany Foundation Award el 2011, el Theo Westenberger Award de la Creative Capital Foundation el 2012 i el Gwendolyn Knight & Jacob Lawrence Prize del Museu d'Art de Seattle el 2013.
L'any 2014 va rebre la Beca Guggenheim d'Arts Creatives. El 2015 va rebre la beca MacArthur, la qual va agrair per "la validació del seu treball com a testimoni i com a lluita per la justícia social i el canvi cultural". El 2018 va rebre la beca de l'Institut de Sundance d'arts de no ficció.

## Obra
El treball fotogràfic de Frazier inclou tan imatges d'espais personals i moments d'intimitat, com de la història racial i la injustícia econòmica als EUA. El seu treball inclou retrats d'amics i familiars propers com a exemples de la injustícia social. L'autora explica que la col·laboració entre la seva família i el desdibuixa la línia entre l'autoretrat i la documentació social. El seu treball freqüentment s'enfoca en la difícil situació a la seva ciutat: Braddock que va viure els efectes del col·lapse de la indústria de l'acer durant les dècades dels 70 i 80. Amb fotos en blanc i negre, Frazier ressalta la bellesa de Braddock i com aquest rerefons va impactar en la vida de la seva família i els seus habitants. Les seves fotos generen un gran impacte, ja que mostren la força i la vulnerabilitat d'una manera honesta i personal. Frazier també ha treballat sobre problemàtiques contemporànies com la crisi d'aigua a Flint (Michigan), un projecte que s'enfoca en la vida quotidiana d'una dona jove de classe baixa i la seva família en aquest context.